# São João do Rio do Peixe
São João do Rio do Peixe là một đô thị thuộc bang Paraíba, Brasil. Đô thị này có diện tích 474,426 km², dân số năm 2007 là 17838 người, mật độ 37,6 người/km².